# Щасливе (Полтавський район)
Щасливе (до 2016 — Червоне) — село в Україні, у Чутівській селищній громаді Полтавського району Полтавської області. Населення становить 248 осіб.

## Географія
Село Щасливе знаходиться за 5 км від лівого берега річки Коломак, за 3 км від села Василівка. По селу протікає пересихаючий струмок з загатою. Поруч проходить автомобільна дорога Т 1722.

## Історія
12 травня 2016 року Верховна Рада підтримала перейменування села Червоне на Щасливе у рамках декомунізації. 22 травня 2016 року перейменування набуло чинності.
12 червня 2020 року, відповідно до розпорядження Кабінету Міністрів України № 721-р «Про визначення адміністративних центрів та затвердження територій територіальних громад Полтавської області», село увійшло до складу Чутівської селищної громади.
19 липня 2020 року, в результаті адміністративно — територіальної реформи та ліквідації Чутівського району, село увійшло до складу новоутвореного Полтавського району.